# Mikuláš z Brna
Mikuláš Brněnský či Mikuláš z Brna (německy Nikolaus Alreim, též Abrein, italsky Nicolò da Bruna, či Nicolò Abrien, přelom 12. a 13. století Brno – 12. listopadu 1347 Mikulov) byl moravský katolický duchovní, v letech 1337–1347 tridentský kníže-biskup.

## Život

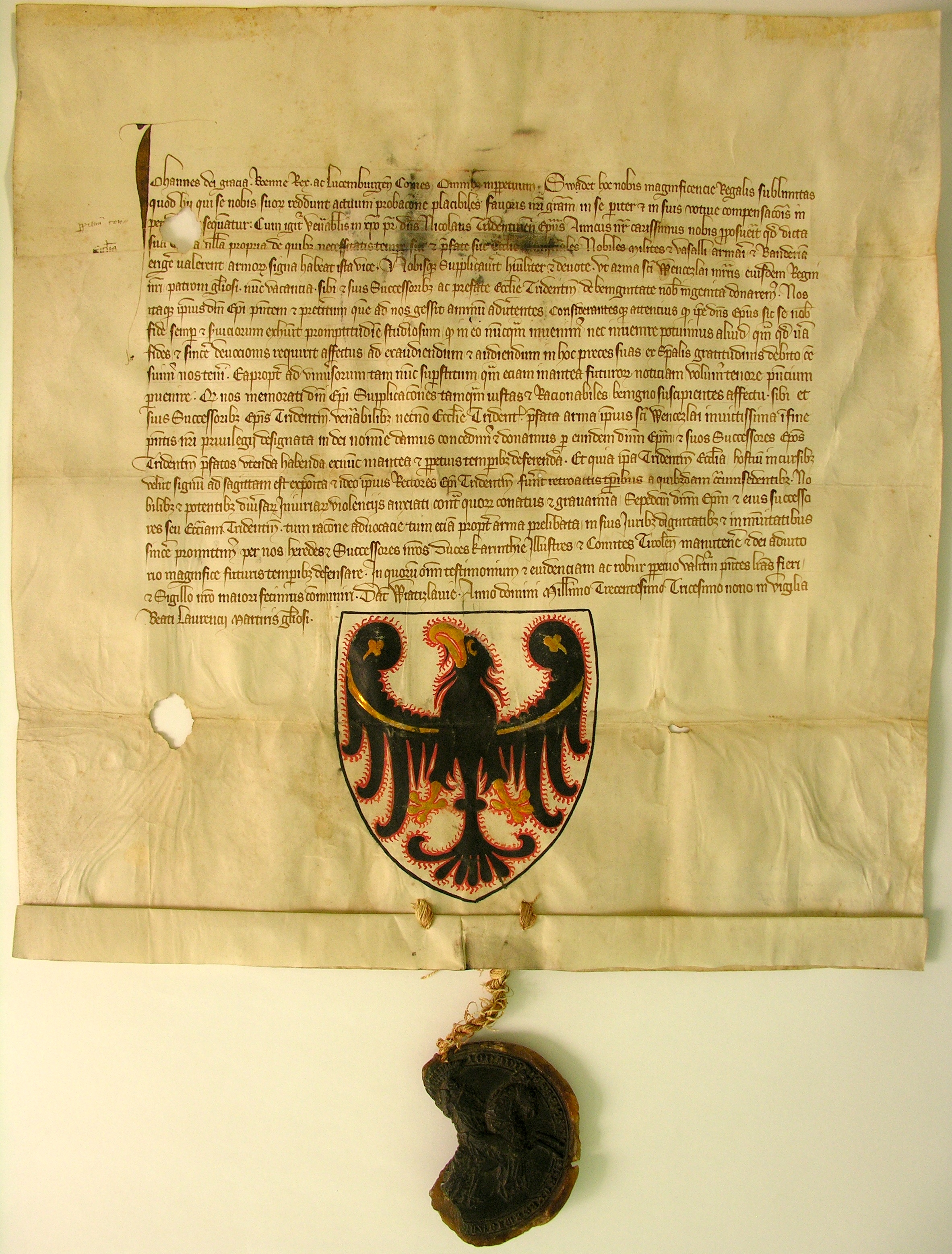
Listina, jíž Jan Lucemburský dne 9. srpna 1339 udělil knížeti-biskupovi Mikuláši z Brna znak města Tridentu a Tridentského knížecího biskupství

Mikuláš Alreim se narodil v Brně. Stal se nejprve děkanem olomoucké katedrály svatého Václava a kancléřem Karla, moravského markraběte, budoucího českého krále a římského císaře Karla IV.
V lednu 1336 Mikuláš následoval kralevice Karla, jenž byl vyslán do Tyrol (jako poručník dvou nezletilých hrabat, spolu se svým mladším bratrem Janem Jindřichem a jeho manželkou Markétou). V říjnu téhož roku zemřel kníže-biskup tridentský, Jindřich Metský, a 13. července 1338 se Karlovi podařilo získat pro Mikuláše papežské potvrzení, aby se stal Jindřichovým nástupcem. Následujícího roku mu český král Jan Lucemburský jako erb udělil svatováclavskou orlici, která po smrti jeho švagra, posledního přemyslovského krále Václava III. nebyla užívána. Ta se později stala znakem města Trento i celé provincie i pozdějšího regionu Tridentska.
Ve svém úřadu knížete-biskupa se Mikulášovi podařilo urovnat svár mezi valdinonskými a valdisolskými rody a znovu získat kontrolu nad panstvími zabranými Castelbarky. Mimo to byl přispěvatelem rozšířeného vydání Codexu Vangianus (zvaného Codex maior).
Intriky Habsburků s účelem vypudit z Tyrolska Lucemburky (kterým byl Mikuláš věrný), však silně omezily biskupskou moc. V roce 1341 Markéta odmítla svého chotě Jana Jindřicha, jenž se společně s Mikulášem skrýval v Akvileji. O rok později se Markéta vdala za Ludvíka V. Bavorského a jeho otec, Ludvík IV., převzal vládu na biskupským knížectvím.
V roce 1347 Karel, jenž se mezitím stal císařem, znovu převzal kontrolu nad Trentem, a Mikuláš jej dostihl v Bellunu, kde mu císařským výnosem byla zpětně udělena všechna tridentská manství. Dvě z nich byla na Moravě, tam však, v Mikulově, 12. listopadu 1347 Mikuláš zemřel, ještě před tím, než se mu podařilo vrátit se do Tridentska.